# Sadová kolonáda
Sadová kolonáda je jednou z pěti hlavních kolonád v Karlových Varech. Vystavěna byla v letech 1880 až 1881 podle projektu vídeňských architektů Ferdinanda Fellnera a Hermanna Helmera. Původně sloužila jako promenáda k sousednímu Blanenskému pavilonu. Promenáda byla spojena s letní restaurací. Blanenský pavilon byl nicméně v roce 1966 zbourán, aby ustoupil přilehlým Dvořákovým sadům. V roce 2002 byla litinová kolonáda rekonstruována.
Kolonáda slouží pro pití Sadového pramene, nicméně vývěr pramene je umístěn ve Vojenské lázeňské zotavovně. Koncem osmdesátých let 20. století byl lázeňským hydrogeologem Vylitou objeven další pramen, pojmenovaný jako Hadí pramen. Jeho odběr byl umístěn v západním pavilonu a dne 10. července 2004 zpřístupněn veřejnosti. Řadí se svou teplotou 30 °C mezi chladnější a je považován za nejchutnější karlovarský pramen.

## Stavební podoba
Kolonáda je sestavena z litinových dílců vyrobených Mariánskou hutí železáren knížete Salma v Blansku. Dvouramenná 50 m dlouhá kolonáda v neorenesančním stylu stojí na štíhlých korintských sloupech, nároží tvoří šestiboké pavilony. Až do roku 2004 nebyla kolonáda opravována, bylo provedeno jen dvanáct nátěrů. Porušené a chybějící litinové díly byly restaurovány v roce 2004. Rovněž byla opravena kamenná spodní stavba a střecha pokryta novou břidlicí. Při rekonstrukci byl vybudován bezbariérový přístup ze Sadové ulice a zabudováno nové osvětlení.